# Sansevieria hyacinthoides

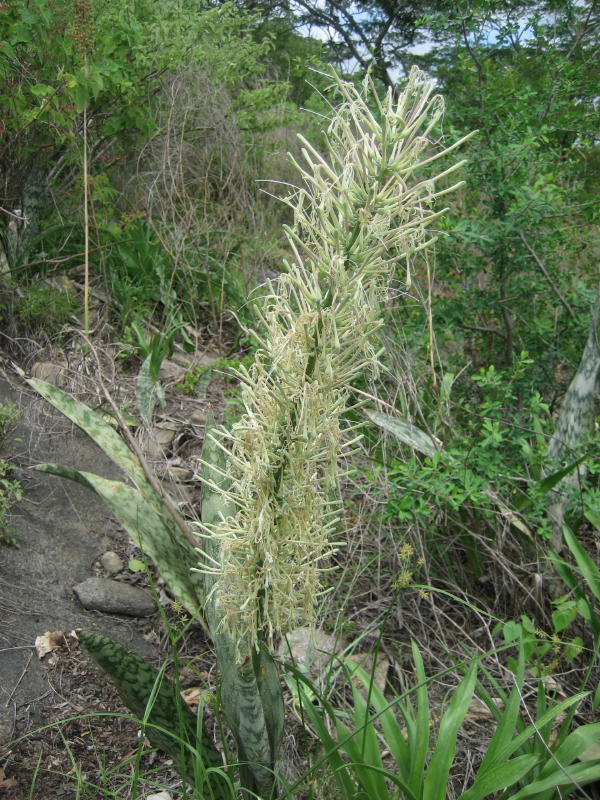
Sansevieria hyacinthoides im Habitat

Sansevieria hyacinthoides ist eine Pflanzenart aus der Gattung Sansevieria in der Familie der Spargelgewächse (Asparagaceae). Das Artepitheton hyacinthoides leitet sich vom Namen der Gattung der Hyazinthen und dem griechischen -oides für ‚ähneln‘ ab. Leonard E. Newton legte die Art Sansevieria hyacinthoides als Typusart der Gattung fest.

## Beschreibung
Sansevieria hyacinthoides wächst stammlos mit einem kräftig ausgebildeten Rhizom. Die zwei bis acht sukkulenten Laubblätter stehen aufrecht. Die einfache Blattspreite ist bei einer Länge von 15 bis 60 Zentimetern und einer Breite von 2,5 bis 9 Zentimeter lanzettlich bis breit linealisch. Dabei sind sie von der Mitte oder darunter in einem rinnigen Stiel verschmälert und mattgrün mit zahlreichen nahe beisammenstehenden Querbändern, welche im Alter verblassen. Die gewöhnlich weiße, vertrocknete Spreitenspitze ist bei einer Länge bis zu 17 Millimeter zugespitzt oder stumpf gerundet. Der Spreitenrand ist bräunlich-rot und die Blattoberfläche ist glatt.
Die einfachen ährigen Blütenstände sind 45 bis 75 Zentimeter hoch. Die Rispen werden 22 bis 30 Zentimeter hoch und sind dicht mit zwei bis sechs Blüten pro Büschel besetzt. Das eiförmig-lanzettlich bis schmal lanzettlich, zugespitzte Tragblatt ist 4 bis 12,5 Millimeter lang und 1,4 bis 3,2 Millimeter breit. Der Blütenstiel ist 3,2 bis 6,3 Millimeter lang. Die weißlichen Blüten sind dreizählig. Die Blütenröhre wird zirka 1,9 Zentimeter lang.
Die Chromosomenzahl beträgt {\displaystyle 2n=100}.

## Verbreitung
Sansevieria hyacinthoides ist in den östlichen Teilen von Südafrika in den Provinzen Ostkap, KwaZulu-Natal und Mpumalanga bis ins tropische Ostafrika weit verbreitet, wo sie meist im Schatten von Bäumen oder Büschen dichte Gruppen bildet.

## Taxonomie
Die Erstbeschreibung als Aloe hyacinthoides erfolgte 1753 durch Carl von Linné. George Claridge Druce stellte die Art 1914 zur Gattung Sansevieria.
Synonyme für Sansevieria hyacinthoides (L.) Druce sind: Aletris hyacinthoides (L.) L., Cordyline hyacinthoides (L.) W.Wight. (1904), Aloe hyacinthoides var. guineensis L. (1753), Aletris hyacinthoides var. guineensis (L.) L. (1762), Aloe guineensis (L.) Jacq. (1762), Aletris guineensis (L.) Jacq. (1772), Acyntha guineensis (L.) Medik. (1786),  Sansevieria thyrsiflora (Petagna) Thunb. (1794, nom. illeg.  ICBN-Artikel 52.1), Veltheimia guineensis (L.) Neck. (1790), Salmia guineensis (L.) Cav. (1795), Salmia spicata Cav. (1795), Pleomele aloifolia Salisb. (1796), Sansevieria guineensis (L.) Willd. (1799, nom. illeg.  ICBN-Artikel 52.1), Sansevieria laetevirens Haw. (1812), Sansevieria polyphylla Haw. (1812), Sansevieria spicata (Cav.) Haw. (1812), Sansevieria fulvocinta Haw. (1819), Sansevieria stenophylla Link (1821), Sansevieria latifolia Bojer (1837), Sansevieria ceylonica Oken (1841), Sansevieria angustiflora Lindb. (1871), Sansevieria rufocinta Baker (1875), Acyntha thyrsiflora (Thunb.) Kunze (1891), Sansevieria grandis Hook.f. (1903), Sansevieria grandis var. zuluensis N.E.Br. (1915) und Cordyline guineensis (L.) Britton (1918).

## Nachweise